# Домінік Кагун
Домінік Кагун (нім. Dominik Kahun; нар. 2 липня 1995, Плана, Чехія) — німецький професійний хокеїст, центральний нападник команди НЛА «Берн» та збірної Німеччини.

## Ігрова кар'єра
Домінік Кагун народився 2 липня 1995 року у місті Плана, Чехія. У дитинстві переїхав з родиною до Німеччини.
Вихованець клубу «Адлер Мангайм». Виступав за команду на юніорських і молодіжних турнірах, брав участь у молодіжному чемпіонаті Німеччини. У сезоні 2011/12 став чемпіоном Німеччини в молодіжній першості, також набрав найбільшу кількість очок у лізі за результативність — 57.
З 2012 по 2014 рік виступав у Канаді, в хокейній лізі Онтаріо, за команду «Садбері Вулвз». У регулярній першості ліги Онтаріо провів 101 матч, закинув 22 шайби і віддав 49 гольових передач. У плей-оф в 14 зустрічах двічі вразив ворота суперників і 6 разів асистував при взятті воріт.
У 2014 році став гравцем команди «Ред Булл» (Мюнхен). У сезоні 2014/15 дебютував у Німецькій хокейній лізі, також зіграв кілька матчів у другій лізі за команду «Ріссерзе». У сезоні 2015/16 став чемпіоном Німеччини у складі мюнхенського клубу «Ред Булл», в сезоні 2016/17 повторив своє досягнення.
Виступав за молодіжну та юніорську команди Німеччини на чемпіонатах світу цих вікових категорій. У 2016 році вперше зіграв за основну команду на чемпіонаті світу з хокею.
28 квітня 2018 року, стало відомо про те, що, Домінік підписав контракт з клубом НХЛ «Чикаго Блекгокс», терміном на два роки.
16 червня 2019 року його обміняли в «Піттсбург Пінгвінс» на захисника «пінгвінів» — Оллі Мяяття.
24 лютого 2020 року Кагуна відправили в «Баффало Сейбрс» в обмін на Конора Ширі та Евана Родрігеса.
Влітку 2020 на правах вільного агента перейшов до «Едмонтон Ойлерз» з яким уклав однорічний контракт.
У зв'язку з тим, що сезон НХЛ 2020/21 відклали у зв'язку з пандемією, Кагун був позичений «нафтовиками» німецькому клубу «Ред Булл» (Мюнхен) до 6 листопада 2020 року початку тренувального збору в Едмонтоні.
6 вересня 2021 року на правах вільного агента пейрешов до клубу НЛА «Берн», контракт розрахований до завершення сезону 2023/24. 22 серпня 2022 року сторони продовжили умови угоди до завершення сезону 2026/27 років.

## Нагороди та досягнення
- Чемпіон Німеччини в складі «Ред Булл» — 2016, 2017, 2018.
- Срібний призер Зимових олімпійських ігор — 2018.[1]

## Статистика

### Клубні виступи
| Сезон     | Клуб                 | Ліга      | Регулярний сезон | Регулярний сезон | Регулярний сезон | Регулярний сезон | Регулярний сезон | Плей-оф | Плей-оф | Плей-оф | Плей-оф | Плей-оф |
| Сезон     | Клуб                 | Ліга      | І                | Г                | П                | О                | ШХ               | І       | Г       | П       | О       | ШХ      |
| --------- | -------------------- | --------- | ---------------- | ---------------- | ---------------- | ---------------- | ---------------- | ------- | ------- | ------- | ------- | ------- |
| 2010–11   | «Адлер Мангайм»      | ДНЛ       | 7                | 0                | 0                | 0                | 0                | —       | —       | —       | —       | —       |
| 2011–12   | «Адлер Мангайм»      | ДНЛ       | 36               | 21               | 36               | 57               | 4                | 8       | 3       | 9       | 12      | 0       |
| 2012–13   | «Садбері Вулвз»      | ОХЛ       | 58               | 13               | 27               | 40               | 8                | 9       | 1       | 5       | 6       | 4       |
| 2013–14   | «Садбері Вулвз»      | ОХЛ       | 43               | 9                | 22               | 31               | 8                | 5       | 1       | 1       | 2       | 0       |
| 2014–15   | «Ред Булл» (Мюнхен)  | ДХЛ       | 33               | 4                | 2                | 6                | 8                | 4       | 0       | 1       | 1       | 0       |
| 2014–15   | «Ріссерзе»           | ДХЛ2      | 12               | 7                | 8                | 15               | 0                | —       | —       | —       | —       | —       |
| 2015–16   | «Ред Булл» (Мюнхен)  | ДХЛ       | 42               | 12               | 22               | 34               | 2                | 14      | 3       | 9       | 12      | 4       |
| 2016–17   | «Ред Булл» (Мюнхен)  | ДХЛ       | 40               | 11               | 19               | 30               | 6                | 14      | 2       | 9       | 11      | 0       |
| 2017–18   | «Ред Булл» (Мюнхен)  | ДХЛ       | 42               | 12               | 29               | 41               | 2                | 17      | 4       | 10      | 14      | 2       |
| 2018–19   | «Чикаго Блекгокс»    | НХЛ       | 82               | 13               | 24               | 37               | 6                | —       | —       | —       | —       | —       |
| 2019–20   | «Піттсбург Пінгвінс» | НХЛ       | 50               | 10               | 17               | 27               | 8                | —       | —       | —       | —       | —       |
| 2019–20   | «Баффало Сейбрс»     | НХЛ       | 6                | 2                | 2                | 4                | 0                | —       | —       | —       | —       | —       |
| 2020–21   | «Едмонтон Ойлерз»    | НХЛ       | 48               | 9                | 6                | 15               | 2                | 2       | 0       | 0       | 0       | 0       |
| 2021–22   | СК Берн              | НЛА       | 42               | 16               | 28               | 44               | 29               | –       | –       | –       | –       | –       |
| 2022–23   | СК Берн              | НЛА       | 23               | 4                | 17               | 21               | 4                | 9       | 6       | 3       | 9       | 2       |
| ДХЛ разом | ДХЛ разом            | ДХЛ разом | 157              | 39               | 72               | 111              | 18               | 49      | 9       | 29      | 38      | 6       |
| НХЛ разом | НХЛ разом            | НХЛ разом | 186              | 34               | 49               | 83               | 16               | 2       | 0       | 0       | 0       | 0       |

### Збірна
| Рік                | Команда            | Турнір             | Місце              | І  | Г | П  | О  | ШХ |
| ------------------ | ------------------ | ------------------ | ------------------ | -- | - | -- | -- | -- |
| 2012               | Німеччина          | U17                | 9                  | 5  | 0 | 2  | 2  | 0  |
| 2012               | Німеччина          | U18                | 6                  | 6  | 1 | 2  | 3  | 0  |
| 2013               | Німеччина          | U18                | 8                  | 5  | 3 | 4  | 7  | 4  |
| 2013               | Німеччина          | МЧС                | 9                  | 6  | 0 | 3  | 3  | 4  |
| 2014               | Німеччина          | МЧС                | 9                  | 7  | 4 | 3  | 7  | 0  |
| 2015               | Німеччина          | МЧС                | 10                 | 6  | 0 | 1  | 1  | 0  |
| 2016               | Німеччина          | ЧС                 | 7                  | 7  | 1 | 3  | 4  | 2  |
| 2016               | Німеччина          | КОТ                | Q                  | 3  | 0 | 3  | 3  | 0  |
| 2017               | Німеччина          | ЧС                 | 8                  | 8  | 2 | 5  | 7  | 0  |
| 2018               | Німеччина          | ЗОІ                | 2                  | 7  | 2 | 3  | 5  | 2  |
| 2018               | Німеччина          | ЧС                 | 11                 | 7  | 1 | 2  | 3  | 0  |
| 2019               | Німеччина          | ЧС                 | 6                  | 8  | 1 | 4  | 5  | 0  |
| 2021               | Німеччина          | ЧС                 | 4                  | 5  | 0 | 3  | 3  | 0  |
| 2022               | Німеччина          | ЗОІ                | 10                 | 4  | 1 | 2  | 3  | 0  |
| 2023               | Німеччина          | ЧС                 | 2                  | 10 | 1 | 6  | 7  | 0  |
| Молодіжна збірна   | Молодіжна збірна   | Молодіжна збірна   | Молодіжна збірна   | 35 | 8 | 15 | 23 | 8  |
| Національна збірна | Національна збірна | Національна збірна | Національна збірна | 59 | 9 | 28 | 37 | 4  |